# 布雷斯維爾鎮區 (伊利諾伊州格蘭迪縣)
布雷斯維爾鎮區（英語：Braceville Township）是位於美國伊利諾伊州格蘭迪縣的一個行政鎮區。

## 地方資料
根據2010年美國人口普查的數據，布雷斯維爾鎮區的面積為46.80平方千米，當中陸地面積為46.30平方千米，而水域面積為0.50平方千米。當地共有人口6294人，而人口密度為每平方千米134.49人。